# ТЕС Ічтіс
ТЕС Ічтіс — теплова електростанція на північному заході Австралії, що є частиною заводу зі зрідження природного газу Ічтіс ЗПГ та стала до ладу в 2017 році.
Основне обладнання електростанції становлять п'ять газових турбін потужністю по 38 МВт, які через відповідну кількість котлів утилізаторів живлять три парові турбіни з показниками по 100 МВт. Котли-утилізатори мають систему додаткового спалювання, що й дозволяє підтримувати таке нестандартне співвідношення між показниками сукупної потужності газових та парових турбін.
Як паливо використовують природний газ.
Для видалення продуктів згоряння кожна газова турбіна та кожен котел-утилізатор мають димарі заввишки по 40 метрів.